# Пензенская улица (Самара)
Пензенская улица — улица в Железнодорожном районе города Самары. Начинается от улицы Пятигорской, пересекает улицу Урицкого, улицу Владимирскую. На пересечении с улицей Дачной прерывается и продолжается вновь уже после улицы Московской, параллельно улице Тухачевского (дома 147-168), и заканчивается, не доходя до пересечения с улицей Киевской. Протяженность около 950 м.

## История
В конце XIX-XX веков имела название Астраханская. В 1924 году была переименована в Старобуяновскую, а в 1934 году стала именоваться улицей Пензенской. Город Пенза тогда был частью Средневолжского края, административным центром которого была Самара.
В 1955 году была проложена трамвайная линия, проходящая по Пензенской. В 1956 году строительство этой линий было завершено и по ней пустили трамвай № 6. В 1957 году маршрут № 12, а в 1962 были запущены маршруты № 1 и 13. В июле 1970 года маршрут № 16. 
Основная застройка жилыми домами длилась с 1984 года по 1992. Самым старым считается дом № 172, который был построен в 1928 году. Также на Пензенской остались несколько частных домов 1939, 1948, 1956 и 1957 годов. 
13 января 1986 года была открыта первая школа № 64. В 1988 году первый детский сад № 377. А в 1991 году сразу открылись ещё одна школа № 174 и детский сад № 97.

## Здания и сооружения
- № 18 — Детский сад № 97
- № 20 — Самарский областной автомотоклуб
- № 24 — Самарасвязьинформ (услуги телефонной связи)
- № 47 — Средняя общеобразовательная школа № 174 им. И.П. Зорина г.о. Самара
- № 59а — Детский сад № 38 общеобразовательного вида
- № 65а — Средняя общеобразовательная школа № 64
- № 66а — ПЖРТ Железнодорожного района
- № 69а — Детский сад № 377 «Эрудит»

## Транспорт
- Автобус: 13, 53, 56
- Маршрутное такси: 21м, 99, 131, 205, 226, 266, 295, 480
- Трамвай: 1, 4, 16, 23